# قوس الظل ثنائي العمدة

تُرجع الزاوية θ بين نصف المستقيم إلى النقطة والمحور x الموجب، مقيدًا بـ.

رسم بياني لـ بدلالة

في الحوسبة وفي الرياضيات، دالة قوس الظل ثنائي العُمْدَة (بالإنجليزية: atan2)‏ هي قوس الظل ذو عُمْدَتَيْن. بالتعريف، {\displaystyle \theta =\operatorname {atan2} (y,x)}
هي قياس الزاوية في المستوي الإقليدي، المعطاة بالراديان مع {\displaystyle -\pi <\theta \leq \pi }، بين محور السينات الموجب ونصف المستقيم من الأصل إلى النقطة {\displaystyle (x,\,y)} في المستوي الديكارتي.
ظهرت دالة {\displaystyle \operatorname {atan2} (y,x)} لأول مرة في لغة البرمجة فورتران (في تنفيذ FORTRAN-IV الخاص بـ IBM) عام 1961. كان من المفترض في الأصل إرجاع قيمة صحيحة لا لبس فيها للزاوية θ في التحويل من الإحداثيات الديكارتية (x, y) إلى الإحداثيات القطبية (r, θ).
على قدم المساواة، {\displaystyle \operatorname {atan2} (y,x)} هي عمدة (وتسمى أيضًا الطور أو الزاوية) للعدد المركب {\displaystyle x+iy} .
تُرجِع {\displaystyle \operatorname {atan2} (y,x)} قيمة واحدة {\displaystyle \theta } بحيث {\displaystyle -\pi <\theta \leq \pi } ومن أجل {\textstyle r={\sqrt {x^{2}+y^{2}}}} :
{\displaystyle {\begin{aligned}x&=r\cos \theta \\y&=r\sin \theta \end{aligned}}}
إذا كانت x > 0، تُعطى الزاوية من خلال:
{\displaystyle \theta =\mathop {\rm {atan2}} (y,x)=\arctan \left({\frac {y}{x}}\right).}
ومع ذلك، عندما x < 0 ، الزاوية المعطاة بواسطة {\displaystyle \arctan({\tfrac {y}{x}})} النقاط في الاتجاه المقابل للزاوية الصحيحة، ويجب إضافة قيمة {\displaystyle \pm \pi } (أو{\displaystyle \pm 180^{\circ }}) إلى θ لوضع النقطة في الربع الصحيح من المستوى الإقليدي. يتطلب هذا معرفة إشارتي x و y بشكل منفصل، والتي تُفقد عند قسمة y على x ، ومن هنا تأتي الحاجة إلى قوس ظل متغيرين.
نظرًا لأنه يمكن إضافة أي عدد صحيح مضاعف لـ 2π إلى θ دون تغيير x أو y ، مما يقتضي قيمة مبهمة للقيمة التي تم إرجاعها، القيمة الأساسية للزاوية، في الفترة {\displaystyle -\pi <\theta \leq \pi } . θ ، بحيث تكون زوايا عكس اتجاه عقارب الساعة موجبة وتكون سالبة في اتجاه عقارب الساعة. بعبارة أخرى، تقع {\displaystyle \operatorname {atan2} (y,x)} في الفترة المغلقة [0, π] عندما y ≥ 0 ، وفي الفترة المفتوحة (−π, 0) عندما y < 0 .